# Leuchtturm Wittdün

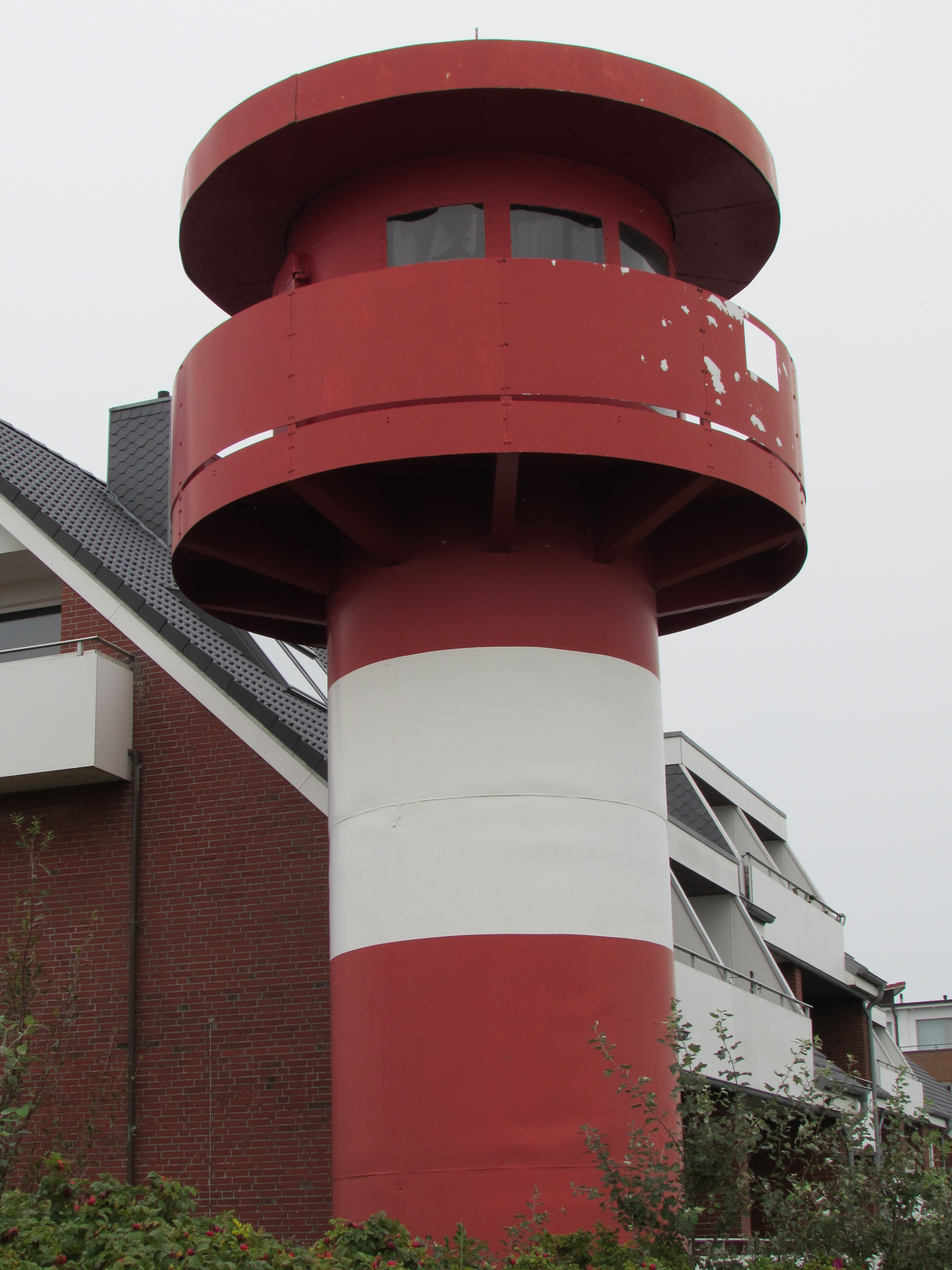
Das ehemalige Leitfeuer Wittdün

Der Leuchtturm Wittdün oder auch Leitfeuer Wittdün war ein Leitfeuer an der deutschen Nordseeküste in Schleswig-Holstein.

## Lage und Beschreibung
Der Turm befindet sich im Süden der Insel Amrum an der Strandpromenade der Gemeinde Wittdün auf Amrum im Kreis Nordfriesland.
Der etwa 8–10 Meter hohe (unterschiedliche Quellen) und rot-weiß-rot gestrichene Turm aus vorgefertigten Metallteilen wurde im Jahre 1977 erbaut, nachdem 1974 das ehemalige Kurhaus von Wittdün abgerissen worden war. In diesem befand sich bis dahin im Dachgeschoss eine Laterne, die als Leitfeuer diente. Der Leuchtturm Wittdün stellte für den Fähranleger in Wittdün ein Leitfeuer dar, das der Schifffahrt als Navigationsmarke diente. Der Turm war nur rund zehn Jahre in Betrieb, von April 1978 bis April 1988, als sein Feuer wieder „gelöscht“ wurde. Er besaß eine Feuerhöhe von 17 Metern über dem MThw, seine Nenntragweite betrug etwa 17 Seemeilen.
Der Leuchtturm Wittdün ist fast baugleich mit dem Leuchtturm Nebel, der sich südlich der Ortschaft Nebel beim Ortsteil Süddorf befindet. Dieser ist seit 1981 bis heute in Betrieb und wird vom Wasser- und Schifffahrtsamt des Bundes in Tönning ferngesteuert.